# Speedway of Nations
Speedway of Nations — ежегодный командный турнир по спидвею среди национальных сборных, проводимый Международной мотоциклетной Федерацией (FIM) с 2018 года вместо упразднённого Кубка мира по спидвею.

## История и формат
Каждый этап чемпионата проводится среди 7 национальных команд-участниц. В отличие от Кубка мира, каждая команда состоит из двух основных гонщиков и одного запасного, которому должно быть не более 21 года. В каждом заезде встречаются две команды. Победитель определяется по сумме набранных очков.
Розыгрыш чемпионата состоит из двух полуфинальных раундов и финального раунда, в котором встречаются 3 лучших команды из каждого полуфинала и команда - хозяин финала. По итогам основной сетки заездов финального раунда команда, занявшее первое место, проходит в гранд-финал, а команды, занявшие второе и третье место встречаются в  полуфинальном заезде. Победитель полуфинального заезда проходит в гранд-финал, победитель которого становится чемпионом.

## Победители
| Год  | Место финала | Победитель          | Второе место        | Третье место   |
| 2018 | Вроцлав      | Россия (45)         | Великобритания (46) | Польша (36)    |
| 2019 | Тольятти     | Россия (45)         | Польша (47)         | Австралия (41) |
| 2020 | Люблин       | Россия (23)         | Польша (23)         | Дания (19)     |
| 2021 | Манчестер    | Великобритания (64) | Польша (74)         | Дания (68)     |
| 2022 | Войенс       | Австралия (42)      | Великобритания (34) | Швеция (33)    |

## Медальный зачёт
| Позиция | Страна         | Gold | Silver | Bronze | Всего |
| ------- | -------------- | ---- | ------ | ------ | ----- |
| 1.      | Россия         | 3    |        |        | 3     |
| 2.      | Великобритания | 1    | 2      |        | 3     |
| 3.      | Польша         |      | 3      | 1      | 4     |
| 4.      | Дания          |      |        | 2      | 2     |
| 5.      | Австралия      | 1    |        | 1      | 2     |
| 6.      | Швеция         |      |        | 1      | 1     |

## Статистика
- На сегодняшний день наиболее титулованными участниками турнира являются россияне Эмиль Сайфутдинов и Артём Лагута, становившиеся чемпионами трижды в 2018-2020 годах[1].